# Arras Pays d'Artois Basket Féminin
L'Arras Pays d'Artois Basket Féminin è una società femminile di pallacanestro di Arras fondata nel 2008.